# Station Pilchowice Bierawka
Station Pilchowice Bierawka was een spoorwegstation in de Poolse plaats Pilchowice.